# Superphysionomiste
Les superphysionomistes sont des personnes ayant une aptitude particulière à la reconnaissance des visages, capables de mémoriser un grand nombre de visages inconnus après un simple coup d'œil.
La reconnaissance de grandes différences de capacités de reconnaissance des visages chez des individus ne présentant pas de lésions cérébrales date du début du XXIe siècle, en lien avec l'étude de la prosopagnosie (un trouble de cette reconnaissance, fréquemment dû à des lésions). Ces différences sont au moins en partie d'origine génétique, les jumeaux monozygotes présentant à ce sujet des aptitudes identiques. Les superphysionomistes représentent 1 à 2 % de la population. Cette particularité semble liée à une plus grande épaisseur du cortex cérébral dans la zone du cerveau impliquée dans l'identification des visages, et due en partie à une façon différente de regarder les visages, plus complète que dans la population générale. Depuis environ 2010, des superphysionomistes sont employés par la police au Royaume-Uni et en Australie, et par des agences privées.